# Етноіхтіологія
Етноіхтіологія — це розділ антропології, який вивчає знання людини про рибу, використання риби та значення риби в різних людських суспільствах. Він спирається на знання з багатьох різних галузей, включаючи іхтіологію, економіку, океанографію та морську ботаніку .
Ця область дослідження спрямована на розуміння деталей взаємодії людей з рибами, включаючи як когнітивні, так і поведінкові аспекти. Знання про риб та їхнє життя є надзвичайно важливими для рибалок. Для збереження видів риб також необхідно враховувати знання інших культур про них. Недостатнє розуміння впливу людської діяльності на рибні популяції може загрожувати їхньому існуванню. Такі знання можуть бути отримані через особистий досвід, наукові дослідження або передаватися від покоління до покоління. Фактори, які впливають на обсяг цих знань, включають значення і чисельність різних видів риб, їхню корисність у рибальстві, а також кількість часу, проведеного за спостереженням за їх поведінкою.

## Етимологія
У науковій літературі цей термін вперше використав В. Т. Моррілл. Він обґрунтовував походження та використання цього терміну тим, що він виник із моделі «етноботаніки».  

## Значення в охороні
Етноіхтіологія може бути дуже корисною для вивчення та дослідження змін навколишнього середовища, спричинених антропогенними факторами, такими як зменшення рибних запасів, зникнення видів риб та впровадження немісцевих видів риб у певні середовища. Етноіхтіологічні знання можуть бути використані для створення стратегії збереження довкілля. Завдяки ґрунтовним знанням екології риб можна приймати обґрунтовані рішення щодо методів рибальства та уникати руйнівних екологічних практик. Етноіхтіологічні знання можуть стати вирішальним фактором між збереженням певного виду риби та необхідністю введення мораторію на рибальство.

### Крах промислу тріски на Ньюфаундленді
Занепад промислу тріски на Ньюфаундленді та Лабрадорі стався через брак етноіхтіологічних знань та зусиль щодо збереження. Води Ньюфаундленду колись рясніли тріскою . Команда Джона Кебота повідомила, що «море там повне риби, яку можна ловити не тільки мережами, але й рибальськими кошиками». Поки команда Джона Кебота не прибула на Ньюфаундленд, ті, хто ловили тріску, здебільшого були рибалками, які вели своє господарство. Зазвичай вони використовували такі методи, як відсадка, ярусне ловля та використання невеликого траулера. Ці методи не були стресовими для популяції тріски. Проте вторгнення європейських наддержав завдало значного тиску на навколишнє середовище. У якийсь момент французи, англійці, іспанці та португальці стали на якір у 12 милях від берега Ньюфаундленду за допомогою великих траулерів, щоб максимізувати свій улов. Це дуже шкодило населенню. Вилов тріски досяг свого піку в 1968 році в 80 000 тонн, після чого спостерігалося постійне зменшення популяції. Іноземні кораблі були змушені ловити рибу за двісті миль від берега. Незважаючи на добрі наміри, результати не були сприятливими. Це було тому, що канадські та американські рибалки тоді звільнилися від конкуренції та змогли збільшити свій улов. До 1980-х років кількість виловленої риби зросла з безпечних 139 000 тонн до неприйнятних 250 000 тонн.
Було виявлено, що використання драгерів є надзвичайно шкідливим для популяції тріски в кількох аспектах. Це не тільки знищило кількість дорослої тріски, але й завдало шкоди їхньому розмноженню. Під час нересту тріска надзвичайно вразлива до турбування. Їхні яйця часто розлітаються завдяки тягачам. Драгери також виділяють хімічну речовину, яка, як вважають, негативно впливає на ембріогенний розвиток тріски. Нарешті, драгери знищують середовище проживання тріски, інших риб і ракоподібних.
У 1992 році федеральний уряд Канади був змушений оголосити мораторій на вилов тріски через те, що чисельність її популяції досягла небезпечно низького рівня. Хоча місцеві прибережні рибалки висловлювали занепокоєння щодо стану популяції з початку 1980-х років, уряд вирішив покладатися на наукові дані. Наукове співтовариство не помітило ознак нестабільної популяції до 1986 року. Коли вони представили свої висновки уряду, відповідне скорочення не було запроваджено з достатньою швидкістю, щоб дозволити стабілізації населення. Уряд був змушений накласти заборону на вилов тріски, інакше існує ризик зникнення.
Можна було б уникнути заборони на вилов, якби більше уваги приділяли етноіхтіологічним знанням місцевих рибалок. Хоча мораторій допоміг врятувати тріску в районі Ньюфаундленду від вимирання, він мав і негативні наслідки. Великі компанії зазнали збитків, а рибалки, які залежали від вилову тріски для свого прожитку, змушені були шукати нові джерела доходу. Малоймовірно, що популяція тріски колись відновиться до своєї початкової чисельності.

## Специфічні культури
Етноіхтіологічні знання відрізняються в різних культурах. Кожна культурна група має інший спосіб взаємодії з видами риб у своєму середовищі. Часто народні знання збігаються з уявленнями, викладеними в науковій літературі. Ті, хто працює з рибою, наприклад рибалки, володіють широким спектром знань про рибу, з якою вони мають досвід. Вони розуміють такі речі, як трофічні зв’язки між місцевими та екзотичними видами риб, міграційні моделі та переваги середовища проживання найбільш цінних риб. Встановлено, що рибалки добре розуміються на класифікації та біології риб. Ці знання можуть бути використані для покращення стратегій управління рибальством. Народні знання можуть мати надзвичайно велике значення при розширенні біологічних досліджень.
Річка Піракаба
Невеликий промисел на річці Піракаба в Бразилії був предметом нещодавнього етнобіологічного дослідження Renato et al.. Дослідники хотіли перевірити знання бразильських рибалок, щоб порівняти їх з даними в науковій літературі. Рибалки показали багато знань, що стосуються харчування, хижацтва, поширення, розмноження та міграції. Вони, швидше за все, були обізнані про такі речі, як середовище існування, ніж про розмноження. Хоча розмноження є обов’язковим для продовження виду, знання часу нересту майже не впливає на роботу рибалок. Проте середовище проживання — це предмет, знання якого надзвичайно важливо. Рибалки повинні знати, де живе риба, щоб мати хороший улов. Знаючи, чим харчується певний вид, можна точніше визначити, де можна зустріти бажаний вид. Рибалки також слідкують за тим, де полюють хижаки бажаного виду, щоб не втратити частину свого улову. Знання рибалок про звички видів риб розширюються для видів, які є звичайними або економічно цінними.
Ча-ча
Ча Ча, мешканці Сент-Томаса, Віргінські острови, мають тісний зв’язок із видами риб у своїх водах. Вони вміють ловити рибу трьома способами. Пастки з дерева, металу та сітки використовуються професійними рибалками, а також рибалками, які займаються натуральним господарством. Рибалки, які займаються власними потребами, зазвичай встановлюють кілька пасток на мілководді поблизу своїх домівок, тоді як професійні рибалки встановлюють велику кількість пасток на глибокій воді. Ловля неводом є одним із найменш поширених методів риболовлі в культурі Ча-Ча через обмеження часу та отримання непрактично великого улову. Це займає багато часу, тому що вимагає високої точності, оскільки техніка залежить від розміру та форми риби. Це часто вважають менш важливим, оскільки урожай зазвичай настільки великий, що всю рибу неможливо продати, перш ніж вона зіпсується. Пролов передбачає використання вертикальної сітки, яку можна натягнути, щоб оточити зграю риби. Догляд у поєднанні з спілкуванням є останнім із трьох методів, які використовує Ча-Ча. Десять або п'ятнадцять фунтів дрібної риби, яку називають «мальками», подрібнюють у суміші піску, а потім кидають у воду. Ця суміш під назвою кета приверне рибу. У цей момент ручні шнури наживляються цілими мальками. Цей спосіб дозволяє отримати великий улов риби.

## Риба в культурі
Риба, поряд з важливим джерелом їжі, займає особливе місце в культурі людства. Фіш знімається в багатьох романах і фільмах, таких як «Старий і море», «Йона і кит», «Щелепи», «Історія акули» та «У пошуках Немо» . У деяких релігіях риба також служила духовним цілям. Вони є важливими символами в таких релігіях, як християнство, індуїзм та іудаїзм . Іхтіс, простий малюнок риби, добре відомий у християнській культурі. Вважається, що це пов’язано з годуванням натовпу. Ісус Христос розмножив хліб і рибу, щоб нагодувати велике зібрання людей. 

## Зовнішні посилання
- Інформація про риб